# Gemeenschap Emmanuel
De Gemeenschap Emmanuel is een van de groepen binnen de  katholieke charismatische vernieuwing, een beweging binnen de Katholieke Kerk. Zij ontstond uit een gebedsgroep in Parijs aan het begin van de jaren 1970. De stichters, de filmcriticus Pierre Goursat en de arts Martine Catta, lieten zich inspireren door de charismatische beweging, een van oorsprong Amerikaanse en protestantse stroming met een sterke nadruk op de werken van de Heilige Geest. De stichters van de Gemeenschap Emmanuel stoelden hun beleving van deze charismatische vernieuwing echter op een fundament van diepgeworteld katholicisme. Vanaf het begin was de gemeenschap sterk missionair gericht, en ook nu nog neemt zij in verschillende gebieden, waaronder enkele bisdommen in Nederland, het voortouw bij activiteiten in het kader van de nieuwe evangelisatie zoals gevraagd door paus Johannes Paulus II. Een bijzonder kenmerk van deze gemeenschap is dat haar leden bijzonder vrijmoedig van hun geloof getuigen, iets wat voor vele katholieken in de Lage Landen niet zo vanzelfsprekend is. De drie kernwoorden die de gemeenschap zich als haar programma heeft gesteld zijn aanbidding, compassie en evangelisatie. Het fundamenteel katholieke karakter van de groep uit zich in deze groep vooral doordat aanbidding vaak in de praktijk wordt gebracht door middel van gezamenlijke eucharistische aanbidding. De leden ontmoeten elkaar tweewekelijks op de zogenaamde "huiskringen" waar samen wordt gebeden, gelezen uit de Bijbel en ervaringen worden uitgewisseld.
Het geestelijke middelpunt van de gemeenschap is het Franse stadje Paray-le-Monial, het beroemde bedevaartsoord van het Heilig Hart.
De gemeenschap Emmanuel heeft met andere charismatische bewegingen een aantal dingen gemeen. Zo wordt er soms in tongen gezongen en wordt de dag meestal begonnen met "lofprijzing", spontaan samen bidden afgewisseld met speciale gezangen.

## Structuur
- Michel-Bernard de Vregil, moderator van de gemeenschap Emmanuel (Internationaal)
- Dominique en Donatienne Maréchal, verantwoordelijk voor de regio België
- Leen Denblauwen, verantwoordelijke voor de Nederlandstalige sector (Vlaanderen) in België
- Charles en Isabelle Denoël, verantwoordelijk voor de Franstalige sector in België
- Paul en Sandra Scholey, verantwoordelijk voor de regio Nederland